# 四都镇 (桂东县)
四都镇为湖南省桂东县下辖镇，2011年由原四都乡改设。2012年5月，自原大水乡所辖东风、新柳两个村
。四都镇辖14个行政村1社区，136个村民（居民）小组，总人口1.9万人，总面积159.53平方公里。

## 行政区划
四都镇下辖四靖社区，新龙村、双溪村、东水村、角塘村、溪塘村、洋河村、宝岭村、长滩村、莲塘村、西联村、西水村、文阁村、东风村、新柳村共计14行政村1社区。

## 历史沿革
清朝初期行政区划分都，此地属桂东第四都。民国时期为四靖乡，1949年为四都区，1952年改为第五区，1956年分为东水乡、西水乡，1958年改为卫星公社，1961年改为四都公社，1984年改为四都乡，全乡总面积146平方公里。2000年第五次人口普查，常住人口13,926人共3,825户，本地户籍13,895人。2011年，原四都镇下辖12村1社区；2012年5月，自原大水乡划入东风、新柳两个村。四都镇辖14村1社区，136个村民（居民）小组，总人口1.9万人，总面积159.53平方公里。